# 구바들르구
구바들르구(아제르바이잔어: Qubadlı rayonu)는 아제르바이잔 남서부에 위치한 구로 행정 중심지는 구바들르이며 면적은 826km2이며 서쪽으로는 아르메니아와 국경을 접한다. 구 전체가 나고르노카라바흐 전쟁 이후로 사실상 아르차흐 공화국의 실질적인 지배 상태에 있었으며 2009년 이 지역을 지배하지 못햇던 아제르바이잔 측의 공식 통계 상으로는 인구가 31,300명(2009년 기준)이었으나 이 지역에 살던 아제리인은 모두 쫓겨났다. 2013년 아르차흐 공화국의 통계 조사 결과 이 지역과 라츤구, 젠길란구를 합쳐 만들어진 카샤타그주의 인구가 9,656명으로 조사되었다. 현재 이 지역에 1만명에 많이 못미치는 인구가 살고 있다.